# سباق باريس روبيه 1935
طواف باريس 1935 هو سباق دراجات هوائية أقيم بتاريخ 12 أبريل، تكون السباق من مرحلة واحدة، وامتدّ لمسافة 262 كم، وبسرعة 38.250 كم/س، استغرق السباق 6 ساعات و40 دقيقة و57 ثانية.